# Vật liệu composite

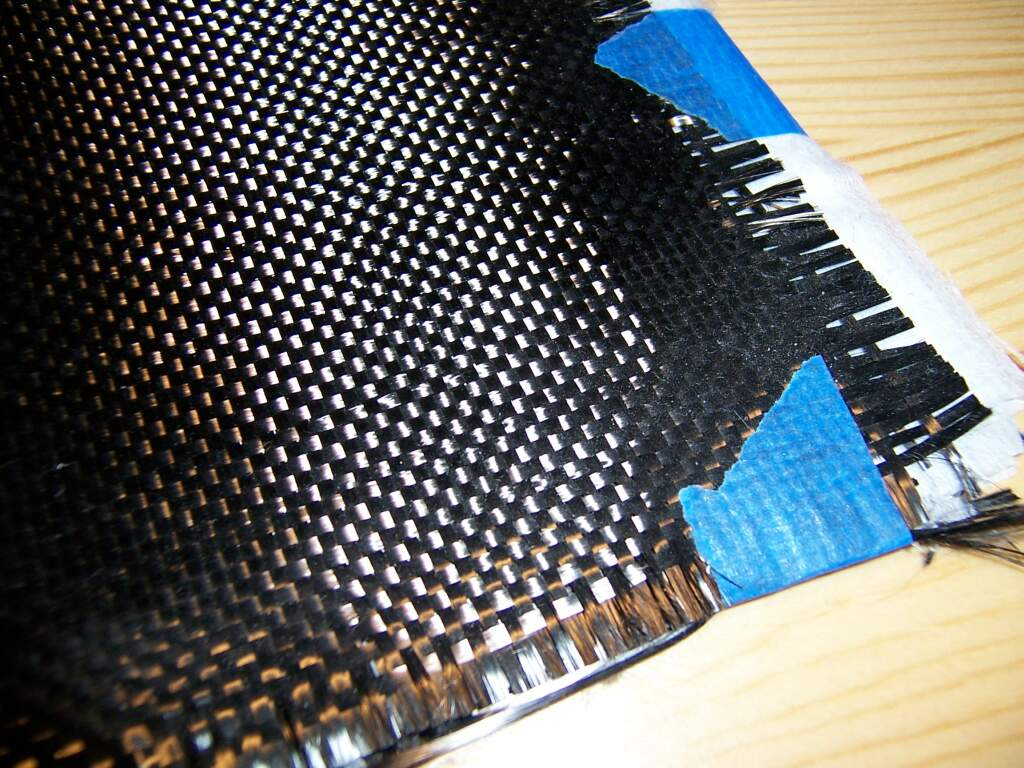
Vải đan từ những sợi carbon

Vật liệu composite, còn gọi là Vật liệu tổ hợp (Vật liệu hợp thành), Vật liệu compozit, hay composite là vật liệu tổng hợp từ hai hay nhiều vật liệu khác nhau tạo nên vật liệu mới có tính chất vượt trội hơn hẳn so với các vật liệu ban đầu, khi những vật liệu này làm việc riêng rẽ.

## Lịch sử
Những vật liệu tổng hợp đơn giản đã có từ rất xa xưa. Khoảng 5000 năm trước Công Nguyên con người đã biết trộn những viên đá nhỏ vào đất trước khi làm gạch để tránh bị cong vênh khi phơi nắng, điển hình về compozit chính là hợp chất được dùng để ướp xác của người Ai Cập.
Chính thiên nhiên đã tạo ra cấu trúc composite trước tiên, đó là thân cây gỗ, có cấu trúc composite, gồm nhiều sợi Celluloso dài được kết nối với nhau bằng Lignin. Kết quả của sự liên kết hài hoà ấy là thân cây vừa bền và dẻo - một cấu trúc composite lý tưởng.
Người Hy Lạp cổ cũng đã biết lấy mật ong trộn với đất, đá, cát sỏi làm vật liệu xây dựng; và ở Việt Nam, ngày xưa truyền lại cách làm nhà bằng bùn trộn với rơm băm nhỏ để trát vách nhà, khi khô tạo ra lớp vật liệu cứng, mát về mùa hè và ấm vào mùa đông...
Mặc dù composite là vật liệu đã có từ lâu, nhưng ngành khoa học về vật liệu composite chỉ mới hình thành gắn với sự xuất hiện trong công nghệ chế tạo tên lửa ở Mỹ từ những năm 1950. Từ đó đến nay, khoa học công nghệ vật liệu composite đã phát triển trên toàn thế giới và có khi thuật ngữ "vật liệu mới" đồng nghĩa với "vật liệu composite".

## Thành phần và cấu tạo
Nhìn chung, mỗi vật liệu composite gồm một hay nhiều pha gián đoạn được phân bố trong một pha liên tục duy nhất. (Pha là một loại vật liệu thành phần nằm trong cấu trúc của vật liệu tổng hợp.) Pha liên tục gọi là vật liệu nền (matrix), thường làm nhiệm vụ liên kết các pha gián đoạn lại. Pha gián đoạn được gọi là cốt hay vật liệu tăng cường (reinforcement) được trộn vào pha nền làm tăng cơ tính, tính kết dính, chống mòn, chống xước...

### Thành phần cốt
Vật liệu cốt, hay còn gọi là vật liệu gia cường, có vai trò đảm bảo cho composite có được các đặc tính cơ học cần thiết. Về cơ bản có hai kiểu vật liệu cốt là dạng cốt sợi (ngắn hoặc dài) và dạng cốt hạt.
Nhóm sợi khoáng chất: sợi thủy tinh, sợi carbon, sợi gốm; nhóm sợi tổng hợp ổn định nhiệt: sợi Kermel, sợi Nomex, sợi Kynol, sợi Apyeil. Các nhóm sợi khác ít phổ biến hơn: sợi gốc thực vật (gỗ, xenlulô): giấy, sợi đay, sợi gai, sợi dứa, sơ dừa,...; sợi gốc khoáng chất: sợi Amiăng, sợi Silic,...; sợi nhựa tổng hợp: sợi polyeste (tergal, dacron, térylène,..), sợi polyamit,...; sợi kim loại: thép, đồng, nhôm,...

#### Sợi thủy tinh
Sợi thủy tinh, được kéo ra từ các loại thủy tinh kéo sợi được (thủy tinh dệt), có đường kính nhỏ vài chục micro mét. Khi đó các sợi này sẽ mất những nhược điểm của thủy tinh khối, như: giòn, dễ nứt gãy, mà trở nên có nhiều ưu điểm cơ học hơn. Thành phần của thủy tinh dệt có thể chứa thêm những khoáng chất như: silic, nhôm, magiê,... tạo ra các loại sợi thủy tinh khác nhau như: sợi thủy tinh E (dẫn điện tốt), sợi thủy tinh D (cách điện tốt), sợi thủy tinh A (hàm lượng kiềm cao), sợi thủy tinh C (độ bền hóa cao), sợi thủy tinh R và sợi thủy tinh S (độ bền cơ học cao). Loại thủy tinh E là loại phổ biến, các loại khác thường ít (chiếm 1%) được sử dụng trong các ứng dụng riêng biệt.

#### Sợi hữu cơ
Các loại sợi hữu cơ phổ biến:
- Sợi kevlar cấu tạo từ hợp chất hữu cơ cao phân tử aramit, được gia công bằng phương pháp tổng hợp ở nhiệt độ thấp (-10 °C), tiếp theo được kéo ra thành sợi trong dung dịch, cuối cùng được xử lý nhiệt để tăng mô đun đàn hồi. Sợi kevlar và tất cả các sợi làm từ aramit khác như: Twaron, Technora,... có giá thành thấp hơn sợi thủy tinh như cơ tính lại thấp hơn: các loại sợi aramit thường có độ bền nén, uốn thấp và dễ biến dạng cắt giữa các lớp.

#### Sợi carbon
Sợi carbon chính là sợi graphit (than chì), có cấu trúc tinh thể bề mặt, tạo thành các lớp liên kết với nhau, nhưng cách nhau khoảng 3,35 A°. Các nguyên tử carbon liên kết với nhau, trong một mặt phẳng, thành mạng tinh thể hình lục lăng, với khoảng cách giữa các nguyên tử trong mỗi lớp là 1,42 A°. Sợi carbon có cơ tính tương đối cao, có loại gần tương đương với sợi thủy tinh, lại có khả năng chịu nhiệt cực tốt.

#### Sợi Bor
Sợi Bor hay Bore (ký hiệu hóa học là B), là một dạng sợi gốm thu được nhờ phương pháp kết tủa. Sản phẩm thương mại của loại sợi này có thể ở các dạng: dây sợi dài gồm nhiều sợi nhỏ song song, băng đã tẩm thấm dùng để quấn ống, vải đồng phương.

#### Sợi Carbide Silic
Sợi Carbide Silic (công thức hóa học là: SiC) cũng là một loại sợi gốm thu được nhờ kết tủa.

#### Cốt vải
Cốt vải là tổ hợp thành bề mặt (tấm), của vật liệu cốt sợi, được thực hiện bằng công nghệ dệt. Các kỹ thuật dệt vải truyền thống thường hay dùng là: kiểu dệt lụa trơn, kiểu dệt xa tanh, kiểu dệt vân chéo, kiểu dệt vải mô đun cao, kiểu dệt đồng phương. Kiểu dệt là cách đan sợi, hay còn gọi là kiểu chéo sợi. Kỹ thuật dệt cao cấp còn có các kiểu dệt đa phương như: bện, tết và kiểu dệt thể tích tạo nên vải đa phương.

### Vật liệu nền
Vật liệu nền có vai trò đảm bảo cho các thành phần cốt của composite liên kết với nhau nhằm tạo ra tính nguyên khối và thống nhất cho composite. Có các dạng vật liệu nền điển hình như nền hữu cơ (nền nhựa), nền kim loại, nền khoáng, nền gốm

#### Chất liệu nền polyme nhiệt rắn
Nhựa polyeste và nhóm nhựa cô đặc như: nhựa phenol, nhựa furan, nhựa amin, nhựa epoxy. Nhựa epoxy được sử dụng nhiều (sau polyeste không no) trong công nghiệp composite. Do những đặc tính cơ học cao của nhựa epoxy, người ta sử dụng nó để tạo ra các composite có độ bền cao dùng cho ngành chế tạo máy bay, tàu vũ trụ, tên lửa v.v... Nhựa epoxy có những đặc tính cơ học như  kéo, nén, uốn, va đập và từ biến... hơn polyeste.

#### Chất liệu nền polyme nhiệt dẻo
Nền của vật liệu là nhựa nhiệt dẻo như: PVC, nhựa polyetylen, nhựa polypropylen, nhựa polyamit,...

#### Chất liệu nền carbon
Nền carbon có tính cơ lý tương tự như sợi carbon, đảm bảo tính chịu nhiệt độ cao cho composite carbon-carbon và khai thác triệt để ưu điểm các sợi carbon trong vật liệu composite. Picocarbon: là loại vật liệu đồng nhất đa tinh thể có độ bền nhiệt và bền hố rất tốt, một dạng cấu trúc chuyển tiếp của carbon. Thủy tinh carbon: là sản phẩm cảu quá trình xử lý nhiệt các polyme lưới, có sự đóng rắn không thuận nghịch khi nung nóng. Thủy tinh carbon có nhiều ưu điểm: đẳng hướng, có tính không thấm khí, cứng, bền cơ lý hố.

#### Chất liệu nền kim loại
Vật liệu tổng hợp nền kim loại có modun đàn hồi rất cao có thể lên tới 110 GPa. Do đó đòi hỏi chất gia cường cũng có modun cao. Các kim loại được sử dụng nhiều là: nhôm, niken, đồng.

## Phân loại vật liệu composite

### Vật liệu tổng hợp polyme
Xem bài Polyme compozit

### Vật liệu tổng hợp carbon-carbon
Đây là vật liệu nền carbon cốt sợi carbon.

### Gỗ tổng hợp
Gỗ tổng hợp (WPC - wood plastic composite) là một loại vật liệu tổng hợp được ép tạo hình từ bột gỗ và nhựa, ngoài ra nó còn được phối trộn thêm các chất phụ gia như chất tạo màu, chất ổn định, chất gia cường, chất chống cháy.

### Theo bản chất vật liệu nền và cốt
- Tổng hợp nền hữu cơ: composite nền giấy (cáctông), composite nền nhựa, nền nhựa đường, nền cao su (tấm hạt, tấm sợi, vải bạt, vật liệu chống thấm, lốp ô tô xe máy),... Loại nền này thường có thể kết hợp với mọi dạng cốt liệu, như: sợi hữu cơ (polyamit, kevlar - là sợi aramit cơ tính cao...), sợi khoáng (sợi thủy tinh, sợi carbon,...), sợi kim loại (Bo, nhôm...). Vật liệu composite nền hữu cơ chỉ chịu được nhiệt độ tối đa là khoảng 200 ÷ 300 °C.
- Tổng hợp nền khoáng chất: bê tông, bê tông cốt thép, composite nền gốm, composite carbon - carbon. Thường loại nền này kết hợp với cốt dạng: sợi kim loại (Bo, thép,...), hạt kim loại (chất gốm kim), hạt gốm (gốm carbide, gốm Nitơ...).
- Tổng hợp nền kim loại: nền hợp kim titan, nền hợp kim nhôm... Thường kết hợp với cốt liệu dạng: sợi kim loại (Bo,...), sợi khoáng (carbon, SiC,...).

Tổng hợp nền kim loại hay nền khoáng chất có thể chịu nhiệt độ tối đa khoảng 600 ÷ 1.000 °C (nền gốm tới 1.000 °C).

### Theo hình dạng cốt liệu

#### Vật liệu tổng hợp cốt sợi
Sợi là loại vật liệu có một chiều kích thước (gọi là chiều dài) lớn hơn rất nhiều so với hai chiều kích thước không gian còn lại. Theo hai chiều kia chúng phân bố gián đoạn trong vật liệu composite, còn theo chiều dài thì chúng có thể ở dạng liên tục hay gián đoạn. Ta thường thấy các loại vật liệu cốt sợi này gắn liền với từ composite trong tên gọi. Các sản phẩm composite dân dụng thường là được chế tạo từ loại vật liệu composite cốt sợi, trên nền nhựa là chủ yếu.

#### Vật liệu tổng hợp cốt hạt
Hạt là loại vật liệu gián đoạn, khác sợi là không có kích thước ưu tiên. Loại vật liệu composite cốt hạt phổ biến nhất chính là bê tông, thường lại được gọi ngắn gọn chỉ là bê tông, nên ta thường thấy cái được gọi là composite lại là vật liệu composite cốt sợi.

#### Vật liệu tổng hợp cốt hạt và sợi
Bê tông là một loại tổng hợp (hay compozit) nền khoáng chất. Khi bê tông kết hợp với cốt thép tạo nên bê tông cốt thép, thì đá nhân tạo tạo thành từ xi măng là vật liệu nền, các cốt liệu bê tông là cát vàng và đá dăm thì là cốt hạt, còn cốt thép trong bê tông là cốt sợi.

## Công nghệ chế tạo

### Công nghệ khuôn tiếp xúc
- Lăn tay
- Phun
- Lát máy

### Công nghệ khuôn với diaphragm đàn hồi
- Khuôn chân không
- Khuôn chân không- autoclave
- Khuôn ép diaphragm

### Công nghệ tẩm áp lực
- Tẩm áp lực trong điều kiện thường
- Tẩm áp lực trong chân không

### Công nghệ dập trong khuôn
- Dập trực tiếp
- Dập đúc
- Dập ép nóng

### Công nghệ quấn
- Các phương pháp công nghệ
- Máy quấn

### Công nghệ pultrusion
- Là quy trình LIÊN TỤC, tự động. Sản phẩm dạng PROFILE (thanh chữ U, chữ I) có tính chất vật lý, hóa học tốt => thay thế vật liệu truyền thống như sắt thép, nhôm, gỗ trong nhiều ứng dụng. Tỉ lệ phế liệu thấp Khả năng lựa chọn cái loại nhựa, vật liệu gia cường cũng như cường độ lao động, giá thành khuôn có thể điều chỉnh trong khoảng rộng

## Ưu nhược điểm

### Ưu điểm
- Khối lượng riêng nhỏ, độ bền cơ học cao, độ cứng vững và uốn kéo tốt.
- Khả năng chịu đựng thời tiết, chống lão hóa, chống tia UV cao, cách điện và cách nhiệt tốt.
- Khả năng kháng hóa chất và kháng ăn mòn cao, không gây tốn kém trong bảo quản, không cần phải sơn phủ chống ăn mòn.
- Gia công và chế tạo đơn giản, dễ tạo hình, tạo màu, thay đổi và sửa chữa, chi phí đầu tư trang thiết bị sản xuất và chi phí bảo dưỡng thấp.
- Tuổi thọ sử dụng cao (thời gian sử dụng dài hơn kim loại, gỗ khoảng 2-3 lần).

### Nhược điểm
- Khó tái chế, tái sử dụng khi hư hỏng hoặc là phế phẩm trong quá trình sản xuất.
- Giá thành nguyên liệu thô tương đối cao, phương pháp gia công tốn thời gian.
- Phức tạp trong phân tích cơ, lý, hóa tính của mẫu vật.
- Chất lượng vật liệu bị phụ thuộc nhiều vào trình độ của công nhân

## Một số sản phẩm từ vật liệu tổng hợp
- Vỏ động cơ tên lửa
- Vỏ tên lửa, máy bay, tàu vũ trụ
- Bình chịu áp lực cao.
- Ống dẫn xăng dầu composite cao cấp 3 lớp (Sử dụng công nghệ cuốn ướt của Nga và các tiêu chuấn sản xuất ống dẫn xăng, dầu).
- Ống dẫn nước sạch, nước thô, nước nguồn composite (hay còn gọi là ống nhựa cốt sợi thủy tinh);
- Ống dẫn nước thải, dẫn hóa chất composite;
- Ống thủy nông, ống dẫn nước nguồn qua vùng nước ngậm mặn, nhiễm phèn;
- Vỏ bọc các loại bồn bể, thùng chứa hàng, mặt bàn ghế, trang trí nội thất, đúc tượng, bồn tắm, chậu rửa chén, tấm panell composite;
- Hệ thống ống thoát rác nhà cao tầng;
- Hệ thống sứ cách điện, sứ polymer, sứ cilicon, sứ epoxy các loại sứ chuỗi, sứ đỡ, sứ cầu giao, sứ trong các bộ thiết bị điện, chống sét, cầu chì;
- Lốp xe ô tô, xe máy, xe đạp;
- Vỏ tàu thuyền composite (vỏ lãi).....
- Thùng rác công cộng
- Mô hình đồ chơi trẻ em, mô hình quảng cáo...
- Vật liệu cải tạo nhà
- Giáp cho xe tăng, xe thiết giáp chở quân và các phương tiện chiến tranh khác